# واکس (خواننده)
واکس (به انگلیسی: Wax)با نام اصلی چو هیه-ری (به انگلیسی: Cho Hye-Ri)(زاده ۳۱ می ۱۹۷۶) خواننده، بازیگر کره‌ای است.